# Светий Ілія
Светий Ілія (хорв. Sveti Ilija) — населений пункт і громада в Вараждинській жупанії Хорватії.

## Населення
Населення громади за даними перепису 2011 року становило 3 511 осіб. Населення самого поселення становило 615 осіб.
Динаміка чисельності населення громади:
Динаміка чисельності населення центру громади:

## Населені пункти
Крім поселення Светий Ілія, до громади також входять: 
- Белетинець
- Долян
- Крижанець
- Крушлєвець
- Секетин
- Томашевець-Бишкупецький
- Жигровець

## Клімат
Середня річна температура становить 10,04 °C, середня максимальна – 23,65 °C, а середня мінімальна – -5,78 °C. Середня річна кількість опадів – 888 мм.
| Клімат поселення                              | Клімат поселення | Клімат поселення | Клімат поселення | Клімат поселення | Клімат поселення | Клімат поселення | Клімат поселення | Клімат поселення | Клімат поселення | Клімат поселення | Клімат поселення | Клімат поселення | Клімат поселення |
| Показник                                      | Січ.             | Лют.             | Бер.             | Квіт.            | Трав.            | Черв.            | Лип.             | Серп.            | Вер.             | Жовт.            | Лист.            | Груд.            |                  |
| Середній максимум, °C                         | 5,32             | 7,11             | 11,45            | 15,68            | 20,76            | 23,65            | 23,28            | 22,78            | 18,82            | 13,92            | 8,28             | 4,32             |                  |
| Середня температура, °C                       | −0,22            | 1,56             | 5,90             | 10,12            | 15,21            | 18,11            | 19,68            | 19,18            | 15,24            | 10,32            | 4,68             | 0,72             |                  |
| Середній мінімум, °C                          | −5,78            | −3,98            | 0,35             | 4,57             | 9,65             | 12,56            | 16,08            | 15,59            | 11,63            | 6,70             | 1,09             | −2,89            |                  |
| Норма опадів, мм                              | 44               | 47               | 57               | 70               | 76               | 103              | 88               | 92               | 85               | 84               | 81               | 61               |                  |
| Середньомісячна швидкість вітру, м/с          | 2.02             | 2.25             | 2.61             | 2.59             | 2.41             | 2.12             | 2.10             | 1.89             | 1.92             | 1.99             | 2.11             | 2.10             |                  |
| Середньомісячна сонячна радіація, кДж/м²·день | 4094             | 6781             | 10569            | 14890            | 18973            | 20795            | 21593            | 18792            | 13921            | 8668             | 4577             | 3297             |                  |
| --------------------------------------------- | ---------------- | ---------------- | ---------------- | ---------------- | ---------------- | ---------------- | ---------------- | ---------------- | ---------------- | ---------------- | ---------------- | ---------------- | ---------------- |
| Джерело:                                      |                  |                  |                  |                  |                  |                  |                  |                  |                  |                  |                  |                  |                  |